# Frank Mason Robinson
Frank Mason Robinson (Contea di Penobscot, 12 settembre 1845 – Atlanta, 8 luglio 1923) è stato un contabile statunitense presso l'azienda Coca-Cola.

## Biografia
Divenne celebre per aver creato il logo dell'azienda per cui lavorava, nonostante ciò non si conoscono tanti particolari riguardanti la sua vita privata. Dopo una vita da benestante Robinson morì a 77 anni.